# Uroplectes fischeri
Espèce
Synonymes
- Lepreus fischeri Karsch, 1879
- Tityus tricolor Simon, 1882
- Lepreus fischeri nigrimanus Pocock, 1890
- Uroplectes patrizii Caporiacco, 1936
- Uroplectes fischeri intermedius Caporiacco, 1941 nec Tullgren, 1907
- Uroplectes fischeri caporiaccoi Fet, 1997
- Uroplectoides abyssinicus Lourenço, 1998

Uroplectes fischeri est une espèce de scorpions de la famille des Buthidae.

## Distribution
Cette espèce se rencontre en Somalie et en Éthiopie,.
Sa présence au Kenya est incertaine.

## Description
Uroplectes fischeri mesure de 37 à 50 mm.

## Systématique et taxinomie
Cette espèce a été décrite sous le protonyme Lepreus fischeri par Karsch en 1879. Elle est placée dans le genre Uroplectes par Pocock en 1896.

## Étymologie
Cette espèce est nommée en l'honneur de Gustav Adolf Fischer.

## Publication originale
- Karsch, 1879 : « Skorpionologische Beiträge. II. » Mittheilungen des Münchener Entomologischen Vereins, vol. 3, no 2, p. 97-136 (texte intégral).